# Hallenstadion
Hallenstadion je víceúčelová sportovní hala, která se nachází ve čtvrti Oerlikon v Curychu. Vnitřní prostor umožňuje konání mnoha druhů sportů včetně vodních a zimních. Kromě toho hala slouží jako kulturní zařízení s možností pořádání koncertů. Tuto halu využívá při koncertních turné mnoho zpěváků a hudebníků.
Navrhl ji Bruno Giacometti a otevřeli ji 4. listopadu 1939. Renovací prošla od roku 2004 až do roku 2005.